# Piperowo
Piperowo (mac. Пиперово) – wieś w gminie miejskiej Sztip w środkowej Macedonii Północnej.

## Demografia
Według spisu ludności z 2021 we wsi Piperowo mieszkało 6 mieszkańców.

### Rasy i pochodzenie
Według wyżej wspomnianych danych we wsi Piperowo mieszkało 6 Macedończyków.